# Episema obliterata
Episema obliterata là một loài bướm đêm trong họ Noctuidae.